# مری هلن جانستون
مری هلن جانستون (متولد ۱۷ سپتامبر ۱۹۴۵)، بعدها مشهور به مری هلن مک‌کی، دانشمند آمریکایی و فضانورد سابق است. جانستون در دهه ۱۹۶۰ و ۷۰ با ناسا به عنوان مهندس کار می‌کرد و در تلاش بود فضانورد شود. در سال ۱۹۸۰ او یک درخواست ناموفق داشت. جانستون در سال ۱۹۸۶ بدون اینکه به فضا رفته باشد از ناسا بازنشسته شد. او استاد موسسه فناوری فلوریدا است.

## سنین جوانی و تحصیل
مری هلن جانستون در وست پالم بیچ فلوریدا به دنیا آمد و در نزدیکی فورت پیرس بزرگ شد. او در کودکی با پیگیری اخبار ورود اسپوتنیک-۱ به فضا و وجود مرکز فضایی کندی، که در نزدیکی خانه او قرار داشت، به مهندسی و اکتشافات فضایی علاقمند شد.
جانستون در سال ۱۹۶۶ با مدرک لیسانس مهندسی و در سال ۱۹۶۹ با مدرک کارشناسی ارشد از دانشگاه ایالتی فلوریدا فارغ‌التحصیل شد. در سال ۱۹۷۳، در حالی که تحت هدایت دیوید اچ. بالدوین کار می‌کرد، دکترای مهندسی متالورژی را از دانشگاه فلوریدا دریافت کرد. جانستون اولین زنی بود که مدرک دکترای مهندسی از این دانشگاه دریافت کرد. جانستون دربارهٔ دوران تحصیل خود در دانشگاه گفته‌است: «مطمئناً زمان متفاوتی بود. هنوز برای من غیرعادی است که خودم را در یک جلسه با همه زنان می‌بینم، زیرا در طول بیشتر دوران حرفه ای ام به جلساتی رفته‌ام که اتاق‌ها پر از مردان بوده‌است.»

## حرفه ناسا
جانستون در طول تحصیلات مهندسی خود از سال ۱۹۶۳ تا ۱۹۶۸ در مرکز پروازهای فضایی مارشال ناسا شروع به کار کرد. در سال ۱۹۶۸، او در آنجا به‌عنوان یک متالوژیست استخدام شد.
در سال ۱۹۷۴، او با دوریس چندلر، کارولین اس. گرینر و آن ویتاکر بر روی شبیه‌سازی یک مأموریت فضایی در آزمایشگاه عمومی کار کرد. این تمرین به نام آزمون تأیید مفهوم (CVT) تست شماره ۴ نام گرفت و از ۱۶ دسامبر به مدت پنج روز آغاز شد. تیمی متشکل از چهار زن، که همگی دانشمند بودند، یازده آزمایش را برای آزمایش امکان‌سنجی آنها در آزمایشگاه فضایی شاتل فضایی انجام دادند. این آزمایش‌ها در شرایطی مشابه شرایط شاتل فضایی (دما، رطوبت، گردش هوا و غیره) به جز بی‌وزنی انجام شد. این آزمایش‌ها شامل برخی از شبیه‌ساز شناوری بود که خود نمونه‌ای از شبیه‌ساز است که در اروپا برای ارائه آموزش برای فضانوردان آینده ساخته می‌شود. جانستون سه آزمایش علمی را رهبری کرد و به دانشمندان دیگر کمک کرد تا تکنیک‌هایی را برای استفاده در آزمایشگاه فضایی توسعه دهند. در سال ۱۹۷۶، او اشاره کرد که «این کار را به امید رفتن به ماموریت‌های مداری در دهه ۱۹۸۰ برنامه‌ریزی کرده بود.»
در سال ۱۹۷۶، جانستون با گرینر روی آزمایش‌هایی کار کرد که شرایط فضا مانند را با استفاده از برنامه‌های پردازش فضایی راکت شامل دندریت و تفکیک درشت اجرا می‌کرد.
همراه با ویتاکر و گرینر، جانستون اجازه آموزش فضانوردی را دریافت کرد. آموزش او شامل آزمایش در استخر آزمایشگاه شناوری خنثی و پرواز در ریزگرانش روی بوئینگ کی‌سی-۱۳۵ استراتوتانکر و همچنین تکمیل دروس پرواز اضافی بود. در سال ۱۹۸۰، جانستون برای فضانوردی در گروه ۹ درخواست داد، اما ناموفق بود.
جانستون مدال دستاورد علمی استثنایی ناسا را در سال ۱۹۸۲ دریافت کرد

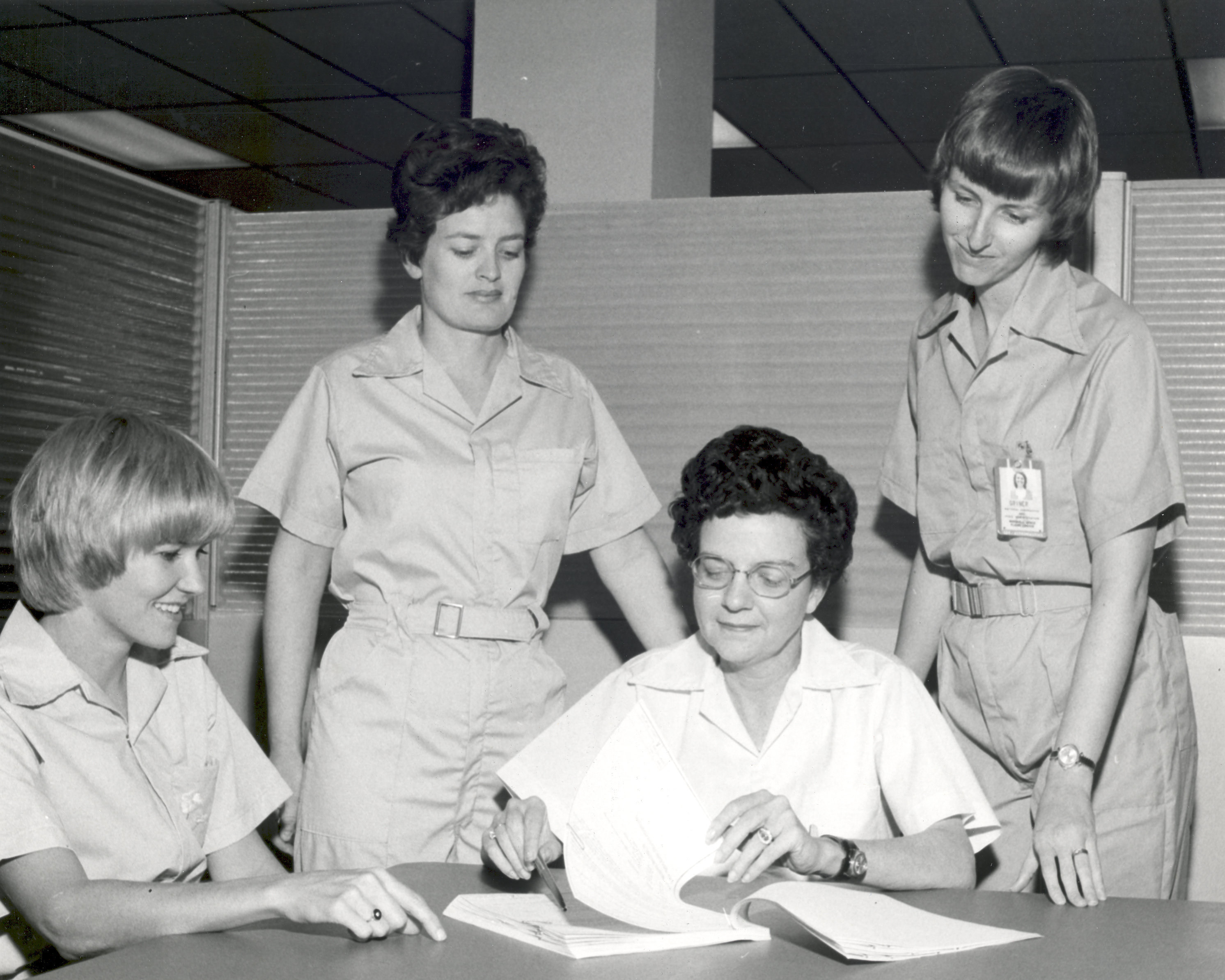
جانستون (چپ، نشسته) و همکارانش در شروع یک تمرین پنج روزه GPL در سال ۱۹۷۴

در ۵ ژوئن ۱۹۸۳، او به‌عنوان یکی از چهار متخصص محموله برای مأموریت اس‌تی‌اس-۵۱-بی به عنوان بخشی از خدمه ذخیره انتخاب شد، بدون پرواز - او هرگز به فضا نرفت برای مأموریت اس‌تی‌اس-۵۱-بی، جانستون به‌عنوان دانشمند انتخاب شد، به‌ویژه به دلیل دانشش در علم مواد، که از یکی از اهداف اصلی این مأموریت بود. او و جانشین دیگر، یوجین اچ‌ترین از مرکز فضایی جانسون به عنوان اعضای تیم مدیریت مأموریت و علمی مسئول کنترل و هدایت عملیات آزمایشی از مرکز کنترل عملیات محموله " به عهده داشتند. جوزف کرمین، مدیر مأموریت، در مورد انتخاب خود نوشت: "کار پیش رو دشوار است و زمان کوتاه است که این مأموریت را به چالش مهمی تبدیل می‌کند که به نهایت فداکاری و پشتکار دکتر جانستون نیاز دارد. من شک ندارم که او این وظیفه را به شکلی مثال زدنی انجام خواهد داد.»

## بعد از ناسا
جانستون که در سال ۱۹۸۶ ناسا را ترک کرد - در این مقطع که مک‌کی نام داشت - به دانشگاه رفت و در مؤسسه فضایی دانشگاه تنسی استاد شد و به تدریس پرداخت. در سال ۲۰۰۳ به عنوان مدیر مرکز ملی تحقیقات هیدروژن در موسسه فناوری فلوریدا منصوب شد. او با دکتر تی دواین مک کی مهندس سابق ناسا و رئیس و مدیر عامل سابق مؤسسه فناوری فلوریدا ازدواج کرده‌است.

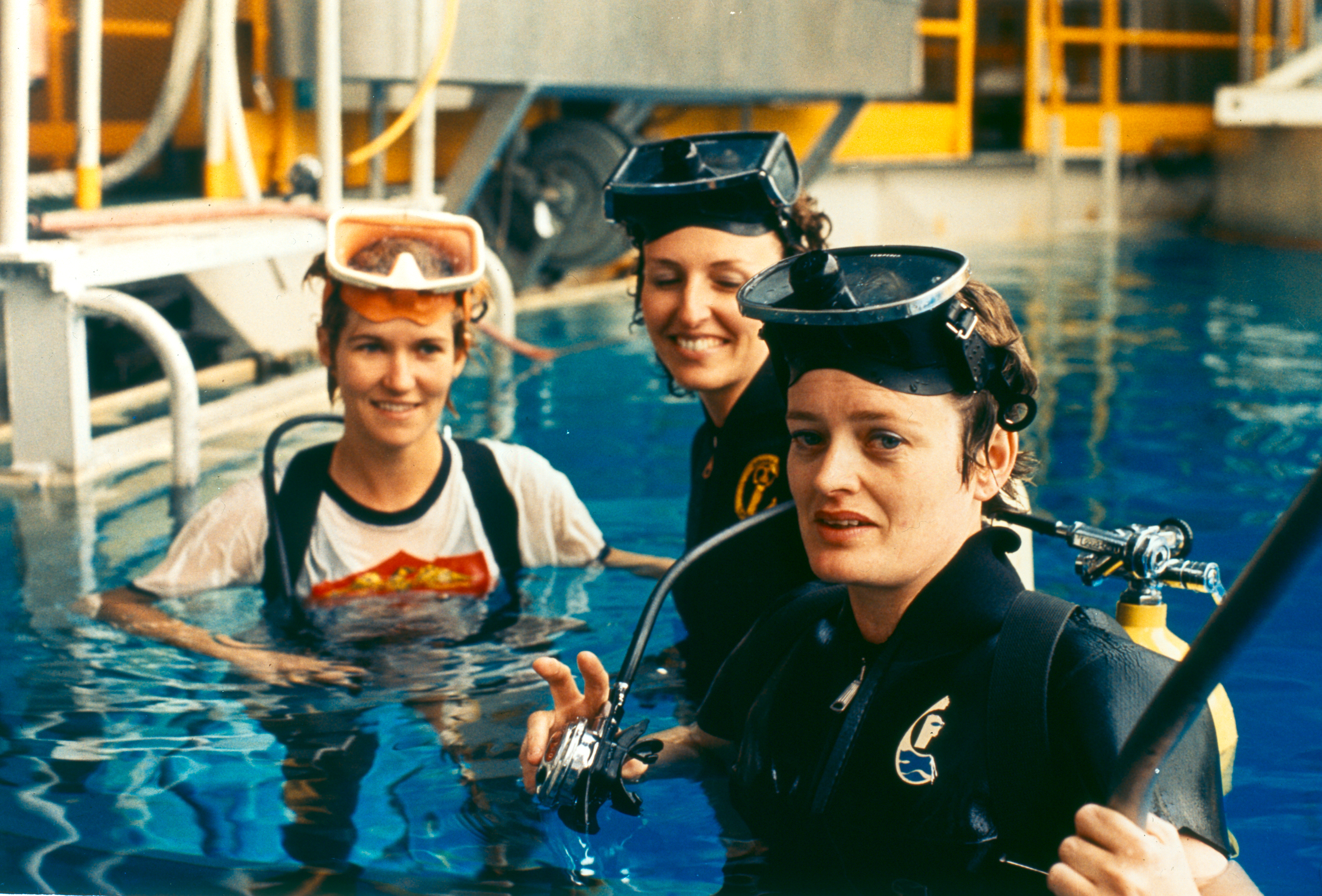
جانستون (سمت چپ) در حین آموزش فضانوردی در سال ۱۹۷۳

جانستون به عنوان یک مخترع، دوجین پتنت دارد که بسیاری از آنها برای اصلاح سطح لیزری اعمال می‌شوند. زمانی که در دانشگاه تنسی بود، یکی از اختراعات جانستون در سطح لیزر جوایز و تقدیرنامه‌های متعددی از جمله جایزه موزه علوم و انرژی آمریکا برای دستاوردهای فنی، جایزه ویلی دانشگاه برای تعالی در انتقال فناوری و جایزه صدراعظم برای خلاقیت در پژوهش دریافت کرد. در سال ۲۰۱۸ او به عنوان عضو آکادمی ملی مخترعان انتخاب شد.